# یو ان کرونیکل
نشریهٔ یو اِن کرونیکل یا شرح وقایع سازمان ملل متحد (انگلیسی: UN Chronicle) (پیش‌تر ماهنامهٔ یو اِن کرونیکل یا یو اِن مانتلی کرونیکل، انگلیسی: UN Monthly Chronicle)؛ یک فصلنامه است که توسط بخش روابط عمومی سازمان ملل متحد در نیویورک از سال ۱۹۴۶ میلادی منتشر می‌گردد. این فصلنامه طیف گسترده‌ای از فعالیت‌ها و برنامه‌های نظام سازمان ملل متحد و برخی از مهمترین مسائل جهانی از جمله حقوق بشر، توسعه اقتصادی، صلح‌بانی و امنیت جهانی، توسعه بهداشت و سلامت، مهاجران و آوارگان، تغییرات آب و هوا گرم شدن کره زمین، مسائل منطقه‌ای در جهان و برنامه‌ها و فعالیت‌های سازمان ملل متحد را مورد توجه و تحت پوشش قرار می‌دهد. در ژانویه سال ۱۹۷۹، طی نشست مجمع عمومی قرار بر این شد که این نشریه هر سه‌ماهه یکبار به جای ماهانه منتشر شود. مطالب این نشریه شامل مقالات، مصاحبه‌ها و نظرات و ایده‌های صاحب‌نظران فعال در سازمان ملل متحد و نهادهای وابسته، و نیز کارشناسان مستقل، غیردولتی، دانشگاهی می‌باشد.
فصلنامهٔ یو اِن کرونیکل در ۱ دسامبر ۲۰۰۶ گفتگویی با سید محمد خاتمی، رئیس وقتِ مؤسسه بین‌المللی گفتگوی فرهنگ‌ها و تمدن‌ها انجام داده‌است.∗ متن این گفتگو توسط سرویس ادیان و تمدنهای خبرگزاری ایسنا به فارسی برگردانده شد.